# Höhere Bundeslehr- und Versuchsanstalt für chemische Industrie
Die Höhere Bundeslehr- und Versuchsanstalt für chemische Industrie, auch als HBLVA Rosensteingasse bekannt, ist eine Technische und Gewerbliche Lehranstalt im 17. Gemeindebezirk Hernals in Wien.

## Architektur und Geschichte
Das Gebäude wurde von 1907 bis 1910 nach den Plänen der Architekten Julius Deininger und Wunibald Deininger erbaut und in den späten 1980er Jahren erweitert, um der steigenden Anzahl an Auszubildenden gerecht zu werden. Im Jahr 2010 beging die Schule ihr 100-Jahre-Jubiläum.
2017 wurde die Grünfläche hinter der Schule (zur Gschwandnergasse hin) Hermine Weinreb-Park benannt.

## Bildungsangebot
Die Schule besteht aus einer höheren Lehranstalt (5-jährig mit Matura) mit etwa 600 Schülern, einer Fachschule (4-jährig mit Abschlussprüfung) mit rund 200 Schülern und semesterweise geführten Formen in Tages- und Abendkolleg mit insgesamt etwa 200 Schülern. Der Schule ist eine staatlich autorisierte Versuchsanstalt angeschlossen.
2018 besuchten etwa 1.000 Schüler die höhere Bundeslehr- und Versuchsanstalt für chemische Industrie. Der Anteil der Schülerinnen beträgt etwa ein Drittel.
| Ausbildungsform    | Dauer      | Schulstufen           | Abschluss                | Schülerzahl |
| ------------------ | ---------- | --------------------- | ------------------------ | ----------- |
| Höhere Lehranstalt | 5 Jahre    | 9.–13.                | Reife- und Diplomprüfung | ca. 600     |
| Fachschule         | 4 Jahre    | 9.–12.                | Abschlussprüfung         | ca. 200     |
| Tageskolleg        | 4 Semester | nach der Reifeprüfung | Diplomprüfung            | ca. 140     |
| Abendkolleg        | 6 Semester | nach der Reifeprüfung | Diplomprüfung            | ca. 60      |

## Abteilungen der Höheren Lehranstalt
Nach drei Jahren allgemeiner chemischer Ausbildung findet im 4. und 5. Jahrgang eine Spezialisierung statt:
- Angewandte Technologien und Umweltschutzmanagement[1]
  - Umweltanalytik
  - Oberflächentechnik
  - Leder- und Naturstofftechnologie
- Biochemie und Molekulare Biotechnologie
- Chemiebetriebsmanagement

## Ausbildungsschwerpunkte der Fachschule
Nach zwei Jahren allgemeiner chemischer Ausbildung findet im 3. und 4. Jahrgang die Spezialisierung in den folgenden Schwerpunkten statt:
- Fachschule für Chemische Technologie - Ausbildungsschwerpunkt Biochemie und Biotechnologie
- Fachschule für Chemie - Ausbildungsschwerpunkt Umweltanalytik

## Tageskolleg und Abendkolleg
Im Tages- und Abendkolleg gibt es ebenfalls zwei Spezialisierungen nach einer gemeinsamen chemischen Grundausbildung:
- Biochemie und Biochemische Technologie
- Umweltanalytik und Umweltschutzmanagement

## Leitung
- Wilhelm Kalmann
- Ferdinand Ulzer
- Julius Zellner
- Robert Lieber
- Rudolf Niederleuthner
- Ernst Junk
- Heinz Hammer
- Otto Rumpler
- Albin Scherhaufer
- Herbert Wutzel
- Helga Kralik (interimistisch)
- Wolfgang Solar[2]
- seit 2011 Annemarie Karglmayer[3]

## Absolventen
- Florian Adamski, (Kabarettist und Schauspieler)
- Joe Berger, (Original und Schauspieler)
- Karin Büchl-Krammerstätter, (Wiens erste Umweltanwältin, a. D.)
- Karlheinz Essl jun., (Komponist)
- Heinz Falk, (Chemiker)
- Georg Gaugusch, Chemiker und Historiker
- Jack Hauser, (Filmemacher und Künstler)
- Christian Köberl, (Direktor Naturhistorisches Museum Wien)
- Monika Langthaler, (Abgeordnete zum österreichischen Nationalrat, a. D.)
- Peter Sichrovsky, (Schriftsteller, MEP des EU Parlaments)
- Johannes Mario Simmel, (Bestsellerautor)
- Fritz Thorn, (Publizist)
- Andreas Weigel, Literaturwissenschaftler und Kulturpublizist
- Verena Winiwarter, Umwelthistorikerin, Wissenschaftlerin des Jahres 2013[4]